# Дрьобак
Дрьобак (на норвежки: Drøbak) е град в южна Норвегия, община Фрогн на фюлке Акешхус. Намира се на около 25 km южно от столицата Осло във фиорда Ослофьор. Има пристанище. Главен административен център на община Фрогн. Получава статут на град на 13 февруари 2006 г. Население 12 239 жители според данни от преброяването към 1 януари 2008 г.